# Tunnel de Sant'Antonio-Cepina
Le tunnel de Sant'Antonio-Cepina est un tunnel routier à galerie unique bidirectionnel à double voie traversant les Alpes, en Lombardie (Italie). Long de près de 8 km, il fait partie de la route nationale 38 dello Stelvio. 

## Histoire
Le tunnel a été construit à la suite du glissement de terrain de Valteline en 1987 ayant causé la mort de 53 personnes.  
Ouvert au trafic le 18 février 2000, il se caractérise en trois ouvrages successifs reliés entre eux : Sant'Antonio (2,360 m) + Tola (1,757 m) + Cepina (3,241 m) + parties artificielles = 7,925 m. 
Le tunnel transporte la SS 38 jusqu'à Bormio.